# Gyara Halli, Gubbi
Gyara Halli là một làng thuộc tehsil Gubbi, huyện Tumkur, bang Karnataka, Ấn Độ.